# Sindrome di Ehlers-Danlos
La sindrome di Ehlers-Danlos (EDS) comprende una serie di patologie ereditarie, al momento 13 sottotipi, suddivise in sei tipi, contraddistinte da lassità dei legamenti e iperelasticità della cute. Tale sindrome, infatti, colpisce prevalentemente il tessuto connettivo, con la presenza di un collagene mutato, trattandosi di una collagenopatia-connettivite congenita.
Tuttavia, ciascun tipo differente ha caratteristiche specifiche, che coinvolgono altri organi e apparati. La prima descrizione clinica dettagliata è attribuita a Tschernogobow nel 1892. Il nome fa riferimento a Edvard Laurits Ehlers, un dermatologo danese, e Henri-Alexandre Danlos, un medico francese esperto in chimica e disordini dei tessuti, che per primi stilarono un elenco delle caratteristiche tipiche, e delinearono accuratamente il fenotipo di questo gruppo di disordini.
Sono riconosciuti sei tipi differenti, a seguito di una revisione operata di recente che esclude alcuni dei tipi precedentemente incluse nella definizione (come il tipo IX e il tipo XI). Nel 1998 la classificazione proposta da McKusick nel 1972 è stata rimpiazzata da quella di Villefranche: a sostituzione della numerazione romana è stata preferita una nomenclatura descrittiva che evidenzia un carattere tipico che contraddistingue il tipo a cui fa riferimento.
Le forme più comuni sono: classica (in precedenza riconosciute come tipo I e tipo II, rispettivamente gravis e mitis), ipermobilità (o tipo III ipermobile), vascolare (o tipo IV arterioso o ecchimotico), cifoscoliosi (o VI tipo oculare o scoliotico), artroclasia (in passato incluso nel tipo VII, come VIIA e VIIB), dermatosparassi (anch'esso precedentemente incluso nel tipo VII, come VIIC), periodontica (sottotipo 8). Gli altri tipi sono estremamente rari, e non si riscontrano casi riportati in Italia. L'incidenza media stimata è di un caso su 5 000-10 000, la quasi totalità dei casi di tipo ipermobilità o classico. La dermatosparassi presenta un'incidenza inferiore a 1 su 1 000 000.

## Eziologia
Per la maggior parte dei tipi, la sindrome di Ehlers-Danlos è causata da un difetto nella sintesi di un collagene (un componente della matrice extracellulare) e altre proteine del tessuto connettivo. Si trasmette per via genetica. Sono stati identificati almeno 29 geni che contribuiscono alla struttura proteica del collagene, che sono dislocati in 15 delle 23 coppie di cromosomi umani e un totale di più di 19 forme diverse di collagene. Con l'eccezione del tipo cifoscoliosi, che ha carattere autosomico recessivo, gli altri sono dominanti. L'origine del tipo ipermobilità rimane tutt'oggi sconosciuta.

## Segni e sintomi

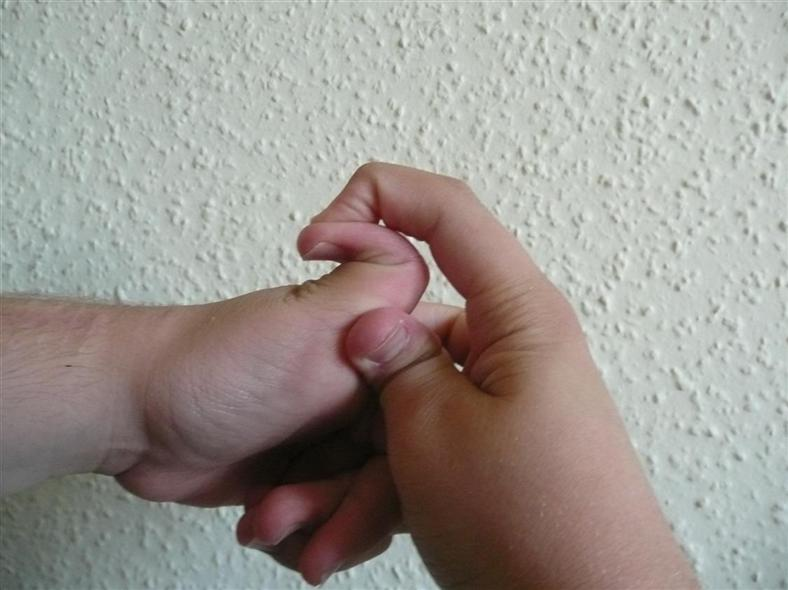
Un soggetto con sindrome di Ehlers-Danlos. Si noti l'abnorme motilità delle articolazioni

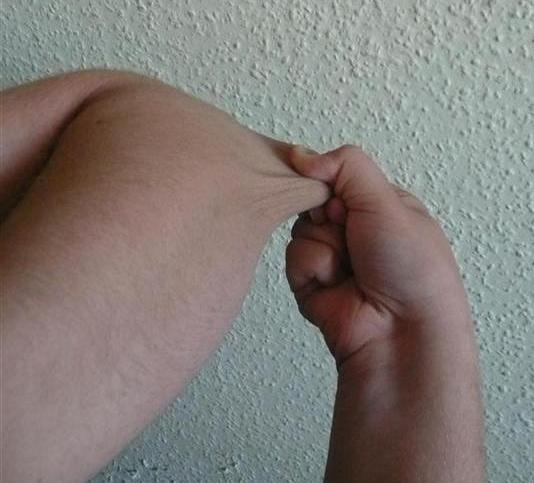
Un soggetto con sindrome di Ehlers-Danlos. Si noti l'iperelasticità della cute

I segni e sintomi della sindrome possono variare a seconda del tipo (classico, ipermobile, vascolare, cifoscoliotico, artoclasico, dermatosparassico, periodontico), tuttavia molti sintomi sono comuni. Ogni segno e sintomo è riconducibile alla difettosa o ridotta produzione di collagene. La sindrome colpisce in prevalenza le articolazioni, la pelle e i vasi sanguigni.
Apparato muscolo-scheletrico:
- Iperflessibilità delle articolazioni[3][4]
- Tendenza alla distorsione, sublussazione e lussazione articolare (spalle, vertebre, anca, articolazione temporo-mandibolare (disordini craniomandibolari), falangi, ecc.)
- Insorgenza precoce di grave osteoartrosi
- Eterometria/dismetria (differenza di lunghezza degli arti inferiori)
- Malattia cronica degenerativa delle articolazioni (artrosi e perdita della cartilagine)
- Deformità a collo di cigno delle dita[5]
- Fatica muscolare e astenia che peggiorano con l'attività[6][7][8]
- Ipotonia muscolare in età pediatrica (possibile ritardo nello sviluppo di alcune attività motorie:  capacità di stare seduti o in piedi e capacità di camminare).[9][10]
- Deformità della colonna vertebrale: in particolare scoliosi o cifosi[11][12][13]
- Facilità all'ernia del disco e ai problemi radicolari, e alle ernie (ernia iatale e inguinale) in generale
- Mialgia e artralgia[14]

Cute:
- Pelle elastica con grana vellutata
- Fragilità cutanea con tendenza a strapparsi con facilità
- Facilità alla formazione di ecchimosi (fragilità dei capillari cutanei)
- Guarigione anormale delle ferite e tendenza alla formazione anormale di cicatrici
- Pliche cutanee ridondanti

Cardiovascolare (rari, frequenti generalmente nel tipo di Ehlers-Danlos cardiovascolare):
- Fragilità capillare e dei vasi sanguigni e tendenza alla formazione di aneurisma (tra cui l'aneurisma dell'aorta addominale)
- Fistola carotido-cavernosa (comunicazione anomala tra seno cavernoso e carotidi o rami carotidei)
- Rottura imprevedibile di arterie di medio calibro (in particolare di arterie cerebrali)[15]
- Valvulopatie cardiache (ad esempio il prolasso della valvola mitrale)
- Sindrome da tachicardia posturale ortostatica
- Dilatazione e/o rottura dell'aorta ascendente
- Varicosità venose

Manifestazioni ulteriori o correlate (non specifiche) :
- Reflusso gastroesofageo
- Disturbi della motilità gastrointestinale
- Malattia celiaca
- Disautonomia neuropatica
- Sindrome del tunnel carpale, neuropatia delle piccole fibre
- Collasso polmonare spontaneo
- Apnea notturna
- Piastrinopenia
- Problemi della gravidanza
- Prolasso rettale
- Sindrome di Arnold-Chiari/siringomielia congenita
- Facilità alle infezioni dentali, come parodontite
- Neuropatia delle piccole fibre
- Sindrome da pseudo-ostruzione intestinale

## Tipo classico
È causata da un'anormalità pro alfa 1 (V) e pro alfa 2 (V) del collagene di tipo V, codificato dai geni COL5A1 (in posizione 9q34.2-34.3) e COL5A2 (in posizione 2q31). Meno frequentemente del collagene alfa 1 (I), del gene COL1A1. Si manifesta con iperestensibilità cutanea, cicatrici sottili ed estese, ipermobilità articolare. Altri sintomi possibili sono: pelle traslucida e morbida al tatto, pseudotumori molluscoidi (calcificazioni sottocutanee derivate da ematomi o cheloidi cutanei sopra le cicatrici), complicazioni da lassità articolare, ipotonia muscolare, lividi all'occorrenza di traumi minimi con cicatrici che presentano la tipica forma "a carta di sigaretta", manifestazioni conseguenti all'iper-estensibilità dei tessuti (ernia, nelle donne insufficienza cervicale causante parti prematuri o aborti spontanei, lussazioni (dislocamenti) articolari, artrosi, cifosi, facilità allo schiocco delle articolazioni e all'infiammazione articolare, ecc.). Un terzo dei pazienti manifesta dilatazione della radice aortica con aumentato rischio di aneurisma aortico, seppur inferiore al tipo di EDS vascolare. Il tipo classico I è più grave, mentre il II è considerato il tipo mite e può essere sottodiagnosticato.

## Tipo ipermobile
La causa è sconosciuta. È possibile che sia dovuta a un'alterazione ancora non identificata in un collagene. I sintomi sono: ipermobilità diffusa delle articolazioni, iperestensibilità della cute. Talvolta lussazioni frequenti, dolore cronico ad arti e giunture. Sono spesso presenti disturbi cardiaci quale prolasso della valvola mitralica.

## Tipo vascolare
La EDS vascolare è rara ed è la più grave, potendo provocare con frequenza aneurismi, emorragia interna e dissecazione dell'aorta. Difetti strutturali nella catena del collagene III, pro a 1 (III) codificata dal gene COL3A1 (in posizione 2q31) sono generalmente alla base della patologia. I segnali caratteristici della presenza della sindrome sono: fragilità delle pareti dei vasi sanguigni che spesso conduce alla rottura degli stessi, così pure negli organi interni maggiormente irrorati (emorragia epatiche, intestinali, uterine, ecc.). Lividi frequenti, cute traslucida specialmente in area addominale e toracica, aspetto caratteristico del volto (labbra sottili, occhi ingrossati, ipoplasia di mascella e mandibola), ipermobilità articolare, talismo, vene varicose e acrogeria (presente come segno clinico non accompagnato dalle altre manifestazioni dell'omonima sindrome). È utile valutare la storia familiare, talora fossero presenti decessi inspiegati in seguito a emorragie.

## Tipo cifoscoliotico
La EDS di tipo cifoscoliotico viene detta anche "Sindrome da pelle floscia" o "Cutis laxa", e si manifesta per mancanza dell'enzima lisil idrossilasi (o protein-lisina 6-ossidasi), responsabile della modificazione di un collagene nel gene PLOD1 (in posizione 1p36.3-36.2). I pazienti affetti manifestano lassità legamentosa articolare generalizzata, cifosi e scoliosi pronunciate, sclerosi (indurimento) progressiva congenita delle articolazioni, ipotonia muscolare grave in età prepuberale, fragilità della sclera oculare. Possibili anche fragilità dei tessuti, lividi, fragilità dei vasi, microcomea, osteopenia scheletrica ai raggi x. In alcuni casi il corpo assume caratteristiche simili per forma ai pazienti affetti da sindrome di Marfan.

## Tipo artroclasico
Imputabile alla mancanza di una catena pro a (I) o pro a (II) del collagene tipo uno, dovuta al passaggio di un exone 6 nel gene COL1A1 (in posizione 17q31-22.5) o COL1A2 (in posizione 7q22.1). Presenta ipermobilità articolare generalizzata grave con lussazioni, dislocazione congenita bilaterale delle anche, fragilità dei tessuti, ipotonia muscolare, cifoscoliosi, osteopenia scheletrica.

## Tipo dermatosparassico
Forma rara. Dal greco σπάραξις spáraxis, ovvero "dilacerazione". È causata da mancanza del procollagene 1 N-terminal peptidase nel collagene di tipo 1 nel gene ADAMST2 (in posizione 5q23-24). I sintomi sono: fragilità della cute, incurvamento, pelle in eccesso che si presenta molle e soffice, lividi, rottura prematura della membrana fetale, ernie.

## Tipo periodontico
La caratteristica più evidente è costituita da anomalie dentali, boccali e gengivali, con tendenza alla malocclusione e alla parodontite superiore che nelle altre forme.

## Diagnosi
Una corretta diagnosi è determinante, e se possibile, deve essere convalidata quanto prima. Confermare la diagnosi per l'EDS è una procedura complessa, in alcuni casi non è possibile avere un riscontro diretto mediante test, come per il tipo "ipermobilità", per il quale non esiste alcun esame specifico. Il metodo di valutazione più efficace rimane forse la storia clinica familiare del paziente.
Alcuni dei test usati per la diagnosi sono:
Test genetici. Possono rilevare alterazioni nei geni ADAMTS2, COL1A1, COL1A2, COL3A1, COL5A1, COL5A2, PLOD1 e TNXB. Si rivelano un utile strumento per identificare, in particolar modo, i tipi "vascolare" e "artoclasia".
Test delle urine. È disponibile un test che aiuta a identificare il tipo "cifoscoliosi". Il test misura il livello di un enzima prodotto dalla mutazione di un gene.
Biopsia (analisi istopatologica). Si preleva un campione di tessuto, che può rilevare eventuali anormalità nelle fibre di collagene. Il tipo "vascolare" viene generalmente riconosciuto tramite biopsia della pelle.
Ecodoppler ed ecocardiografia. Può rivelare anomalie valvolari. Se si riscontra prolasso della valvola mitralica, questo può essere facilmente associato ai tipi "ipermobilità" e "classico".
Test diagnostici prenatali. Sono utili per rilevare mutazioni di geni associati nel feto, se un parente stretto presenta la malattia. Il tipo "cifoscoliosi" e "vascolare" possono essere rilevati tramite amniocentesi, prelevando un campione di liquido amniotico, per valutare i livelli di attività enzimatica.
È necessario escludere patologie simili quali: sindrome di Stickler, cute lassa, fenotipo TGFRB-collegato, sindrome da mancanza di tensacina-X, sindrome di Marfan, sindrome di Loeys-Dietz.

## Rischi, precauzioni e trattamento
Al momento non esistono cure efficaci. Molti medici sconsigliano ai pazienti affetti da EDS di praticare sport che possano comportare complicanze per tendini e cute. Evitare sollevamenti ripetuti e trasporto di oggetti pesanti.
È necessario avvertire il proprio medico in caso di interventi chirurgici. Per lacerazioni o ferite con conseguente emorragia, è necessario prestare particolare cura alle suture e sostituirle quando possibile con l'uso di strisce adesive e colle.
Prestare particolare attenzione nell'analisi dei reperti cardiologici, e in particolare alla presenza di murmure da prolasso mitralico. Se c'è prolasso, sono consigliati monitoraggio e controlli periodici, così come l'assunzione di precauzioni per endocardite batterica subacuta (SBE).
I pazienti affetti da tipo "vascolare" sono a rischio per aneurisma arterioso e rottura. Potrebbe essere indicato un controllo non invasivo delle arterie. Recenti studi dimostrano possibile rischio di allargamento dell'aorta toracica. È bene quindi sottoporsi a ecocardiografie frequenti.
Alte dosi di acido ascorbico (1-4 g/d) sono state testate, ma non si hanno sufficienti dati per poter affermare una reale efficacia della terapia, che tuttavia si è dimostrata utile anche in pazienti che non mostrano carenza di vitamina C.
La consultazione di un oftalmologo può essere necessaria. Talvolta sono presenti miopia, distaccamento retinico, cheratocono.
Allo stesso modo sono consigliate regolari visite da un dentista. I pazienti affetti da disordini del tessuto connettivo dovrebbero prestare particolare cura all'igiene dentale. In presenza di periodontite è necessario agire tempestivamente.

## Prognosi
Eccezione fatta per la forma vascolare, gli affetti dalla sindrome generalmente hanno un'aspettativa di vita identica a quella della popolazione sana (rari casi di aspettativa ridotta sono legati a un coinvolgimento più severo dell'aorta toracica con conseguente possibile dissecazione aortica). La forma vascolare ha invece un'aspettativa di vita media di 48 anni, le cause di morte più comuni sono i sanguinamenti interni (spesso a partire da un determinato organo, soprattutto l'intestino tenue); naturalmente sussistono cospicue differenze nell'età di morte tra i vari soggetti affetti dalla forma vascolare.